# 多田健一郎
多田 健一郎（ただ けんいちろう、1962年11月17日 - ）は、日本の総務官僚。北海道副知事などを経て、内閣官房まち・ひと・しごと創生本部事務局地方創生総括官補。退官後、全国知事会事務局次長。

## 学歴
- 宮崎県立宮崎西高等学校卒業[1]
- 1986年3月 - 東京大学法学部卒業

## 職歴
- 1986年4月 - 自治省財政局入省
- 1998年5月 - 自治省行政局選挙部政治資金課 課長補佐
- 2000年4月 - 香川県企画部次長 (兼)政策企画総室次長
- 2001年4月 - 香川県生活環境部環境局長
- 2002年4月 - 香川県環境部長
- 2003年4月 - 香川県環境森林部長
- 2004年4月 - 香川県政策部長
- 総務省公営企業金融公庫総務部企画課長
- 2007年7月 - 内閣府参事官(企画担当)(政策統括官(沖縄政策担当)付)
- 内閣府参事官(企画担当)(政策統括官(沖縄政策担当)付) 併任内閣府「アジア青年の家」推進室参事官)
- 2009年4月 - 北海道総務部長
- 2010年4月 - 北海道副知事
- 2016年6月 - 内閣官房内閣審議官（内閣官房副長官補付）　内閣官房東京オリンピック競技大会・東京パラリンピック競技大会推進本部事務局企画・推進統括官
- 2018年7月 - 総務省大臣官房審議官
- 2019年7月 - 内閣官房内閣審議官（内閣官房官房副長官補付）兼まち・ひと・しごと創生本部事務局地方創生総括官補
- 2020年8月17日 - 総務省大臣官房付、即日辞職[2]
- 2020年12月1日 - 日本電気顧問[3]
  - 全国知事会事務局次長、地域創造評議員[4]